# PKP-Baureihe ST43
Die Lokomotiven der Baureihe ST43 der Polnischen Staatsbahnen (PKP) sind Diesellokomotiven vorwiegend für die Beförderung von Güterzügen.

## Baureihe ST43 der PKP

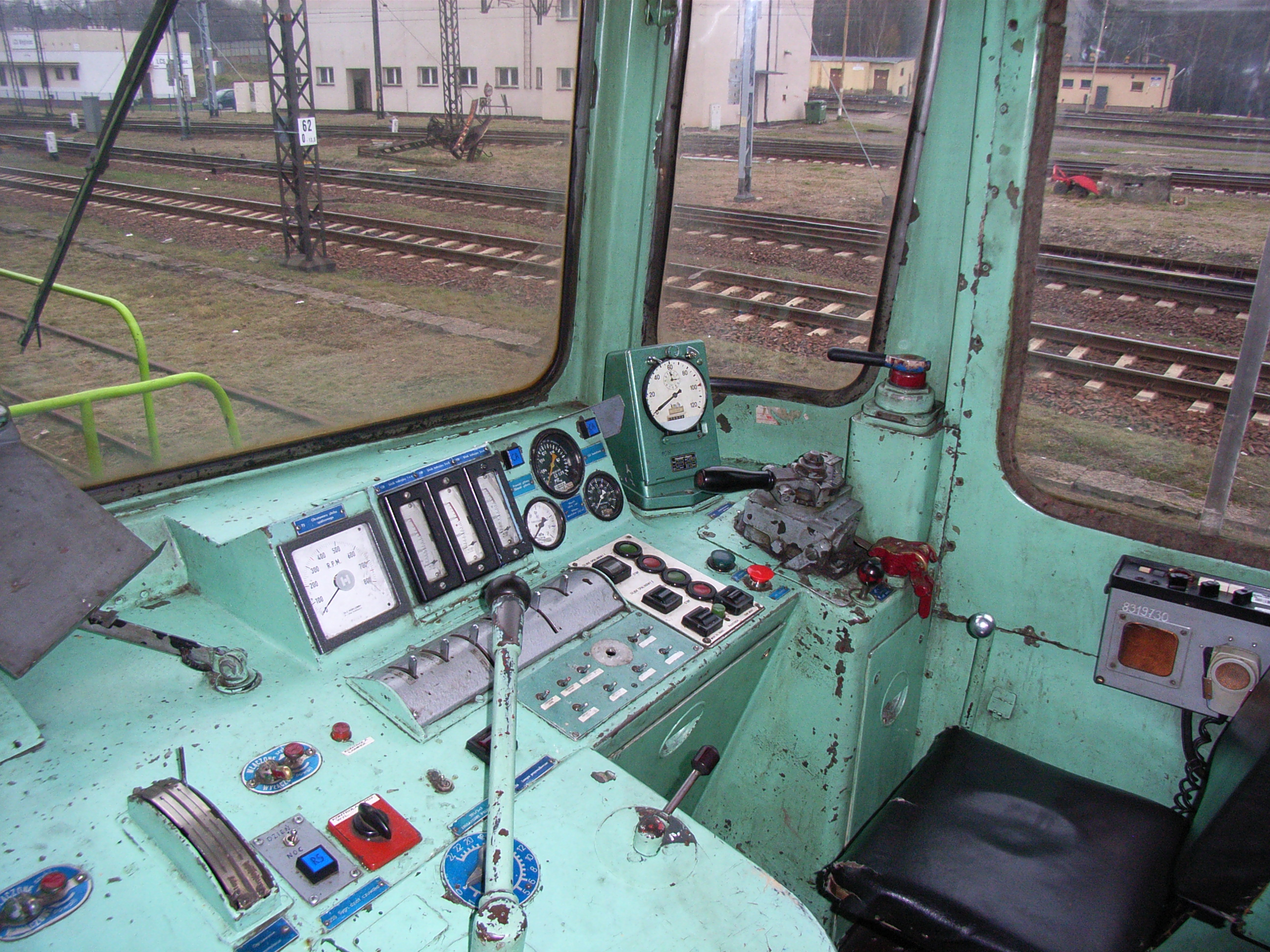
Blick in den Führerstand

Ab 1965 beschafften die PKP von der rumänischen Lokomotivfabrik Electroputere Lokomotiven des seit 1959 gebauten Typs 060DA. Dieser basierte auf Lizenzen von drei Schweizer Firmen: Sulzer (Dieselmotor), BBC (elektrischer Teil) und SLM (mechanischer Teil) und war zuvor als Baureihe 60 an die Rumänischen Eisenbahnen geliefert worden. Im Gegensatz zu diesen erhielten die Lokomotiven der Baureihe ST43 die für die PKP üblichen großen Scheinwerfer.
Von 1965 bis 1978 erhielten die PKP 422 ST43, wobei ab ST43-156 ein neuer Motorentyp verwendet wurde. Die Lokomotiven ab STST43-278 waren für die Aufnahme automatischer Mittelpufferkupplungen vorbereitet und dadurch etwas länger und schwerer.
Aufgrund der fehlenden Zugheizung beschränkt sich das Einsatzgebiet der Baureihe ST43 weitgehend auf den Güterverkehr, vor allem im Sommer wurden sie aber auch mit Personenzügen eingesetzt. Parallel zur Baureihe ST43 (und auch noch nach deren Beschaffungsende) wurde für das gleiche Einsatzgebiet die Baureihe ST44 beschafft.
Die Baureihe ST43 ist überwiegend bereits ausgemustert, 2004 waren noch 164 Lokomotiven im Bestand der PKP und im ganzen Land im Einsatz. Im April 2019 wurde die letzte aktive ST43 (ST43-366) abgestellt.

## Typ 060DA bei anderen Bahnen
Neben der bereits genannten Baureihe 60 erhielten die CFR ähnliche Lokomotiven der Baureihe 62, diese wurden ab 2004 in die Baureihen 65 bzw. 63 umgebaut. Aus Beständen der CFR gelangten Lokomotiven zu polnischen und deutschen Privatbahnen wie z. B. der CTL Logistics und der Karsdorfer Eisenbahngesellschaft. Die in Deutschland eingesetzten Maschinen fuhren als Baureihe 252. Unter der Bezeichnung ND2 wurden von 1979 bis 1990 379 Lokomotiven nach China geliefert.